# Communauté de communes de la Vallée de la Suippe
Pour les articles homonymes, voir Suippe (homonymie).
La communauté de communes de la Vallée de la Suippe (CCVS) est une ancienne communauté de communes française, située dans le département de la Marne et la région Grand Est.

## Historique
La communauté de communes a été créée par arrêté préfectoral du 17 décembre 2003.
Ses communes ont intégré la communauté urbaine du Grand Reims le 1er janvier 2017.

## Territoire communautaire

### Composition
L'intercommunalité était composée de 7 communes.
| Nom                      | Code Insee | Gentilé                              | Superficie (km2) | Population (dernière pop. légale) | Densité (hab./km2) |
| ------------------------ | ---------- | ------------------------------------ | ---------------- | --------------------------------- | ------------------ |
| Bazancourt (siège)       | 51043      | Bazancourtois                        | 11,64            | 2 014 (2014)                      | 173                |
| Auménancourt             | 51025      | Baguenats, Pinaguets ou Pongivartois | 12,82            | 987 (2014)                        | 77                 |
| Boult-sur-Suippe         | 51074      | Bouquins                             | 19,75            | 1 695 (2014)                      | 86                 |
| Heutrégiville            | 51293      | Huldériquois                         | 11,62            | 391 (2014)                        | 34                 |
| Isles-sur-Suippe         | 51299      | Islois                               | 12,39            | 844 (2014)                        | 68                 |
| Saint-Étienne-sur-Suippe | 51477      | Stéphanois                           | 7,74             | 307 (2014)                        | 40                 |
| Warmeriville             | 51660      | Warmerivillois                       | 23,25            | 2 323 (2014)                      | 100                |

## Organisation

### Siège
Le siège était à Bazancourt, 19 rue Haguenin.

### Élus
La Communauté de communes est administrée par son Conseil communautaire, composé pour la mandature 2014-2020, de 27 conseillers communautaires, qui sont des conseillers municipaux  représentant chaque commune membre, a raison de :
- Aumenancourt, 3 représentants ;
- Bazancourt, 6 représentants ;
- Boult-sur-Suippe, 5 représentants ;
- Heutregiville, 2 représentants ;
- Isles-sur-Suippe, 3 représentants ;
- Saint-Étienne-sur-Suippe, 2 représentants ;
- Warmeriville, 6 représentants[3]. Cette répartition prend en compte la population de chaque commune ainsi que son potentiel fiscal[2].

Le conseil communautaire du 16 avril 2014 a réélu son président, Yannick Kerharo, Maire de Bazancourt, et désigné ses 6 vice-présidents, qui sont : 
1. M. Claude Vignon, élu de Heutregiville ;
2. Pol Griffon, élu de Warmeriville ;
3. Franck Gureghian, élu d'Aumenancourt  ;
4. Guy Riffe, élu d'Isles-sur-Suippe ;
5. Laurent Combe, élu de Boult-sur-Suippe ;
6. Christophe Madelain, élu de Saint Étienne-sur-Suippe[4].

Ensemble, ils constituent le bureau de l'intercommunalité pour la mandature 2014-2020.

### Liste des présidents
| Période         | Période       | Identité        | Étiquette                        | Qualité                       |
| --------------- | ------------- | --------------- | -------------------------------- | ----------------------------- |
| 3 décembre 2003 | décembre 2016 | Yannick Kerharo | centriste[Passage problématique] | Maire de Bazancourt (2001 → ) |

### Compétences
En France, les communautés de communes sont obligées par le Code général des collectivités territoriales d'exercer à la place des communes les compétences concernant l'aménagement du territoire et le développement économique. De plus, elles doivent choisir au minimum une des compétences optionnelles et peuvent avoir d'autres compétences facultatives. La Communauté de communes de la Vallée de la Suippe a reçu, selon ses statuts, les compétences suivantes :
- la protection, la mise en valeur de l'environnement et du cadre de vie ;
- l'aménagement et l'entretien d la voirie ;
- les équipements sportifs, scolaires, péri-scolaires et d'accueil de la petite enfance ;
- les actions en faveur de l'emploi et de la formation ;
- la prestation de services et la maîtrise d'ouvrage déléguée.

### Régime fiscal et budget
La communauté de communes a opté dès sa création pour la fiscalité professionnelle unique, ce qui assure une péréquation entre les communes des richesses produites par l'activité économique du territoire.
Le conseil communautaire a maintenu, en 2014, les taux des impôts locaux perçus en 2013 par l'intercommunalité, qui étaient : 
- Taxe foncière sur les propriétés bâties : 4 % ;
- Cotisation foncière des entreprises : 19,30 % ;
- Taxe d'enlèvement des ordures ménagères : 8,35 %[7].

### Participations à d'autres organismes
L'intercommunalité est membre des organismes publics suivants : 
- Syndicat mixte de collecte des déchets Plaine et Montagne Rémoises (SYCODEC), qui collecte et valorise les déchets ménagers ainsi que les déchetteries ;
- Syndicat mixte scolaire (S.M.S) de Bazancourt et de Witry-Les-Reims, chargé des transports scolaires collégiens et lycéens, ainsi que du soutien aux collèges de Bazancourt et Witry-les-Reims ;
- Syndicat mixte du Nord Rémois, chargé de la reconversion de la base aérienne 112  –  Pôle industries agro-ressources) ;
- Syndicat intercommunal d’études et de programmation de la Région urbaine de Reims (S.I.E.P.R.U.R), chargé notamment du Schéma de cohérence territoriale (SCoT)[8].

## Projets et réalisations
Équipements scolaires
En 2012, la communauté a réalisé le pôle scolaire d'Isles-sur-Suippe/Warmeriville, et lancé en 2013 le projet du groupe scolaire de Boult-sur-Suippe.
Environnement
L'intercommunalité participe, avec la communauté de communes des Rives de la Suippe et la communauté de communes de Beine-Bourgogne, à l’opération de valorisation de la vallée de la Suippe, qui consiste à entretenir le lit de la rivière et ses berges, sur 63 km sur la centaine du cours de la rivière, sous réserve qu'en soit bouclé le financement.